# Sićušna vija
Sićušna vija (sitna lucerna, mala lucerna, lat. Medicago minima), jednogodišnja ili višegodišnja raslinja iz porodice mahunarki raširena po dijelovima Europe, Azije i Afrike.
Uvezena je u obje Amerike i Australiju.
- M. minima
- M. minima
- M. minima, plodovi